# Lourd (série télévisée)
Pour les articles homonymes, voir Lourd.
Lourd est une série télévisée québécoise en vingt épisodes de 22 minutes créée par Catherine Therrien et Marie-Andrée Labbé, produite par Attraction Images et diffusée depuis le 4 octobre 2016 à VRAK. Cette série s'inspire de la série web éponyme diffusée sur le site de VRAK en 2013 et met en vedette le même trio d'actrices : Élisabeth Smith, Sarah Mottet et Camille Piché-Jetté.

## Synopsis
C'est l'histoire de trois adolescentes (Alice, Florence et Rubí) étant dans une école secondaire. Elles doivent réussir à vaincre tous les problèmes de leur vie amoureuse ainsi que ceux de leur adolescence.

## Fiche technique
- Titre original : Lourd
- Création : Catherine Therrien, Marie-Andrée Labbé[1]
- Scénario : Marie-Andrée Labbé, Tanya Henri, Éric K. Boulianne, Catherine Therrien, Sarah Pellerin, Mélissa Veilleux, Alexandre Auger
- Direction artistique : Philippe Arsenault
- Production : Hélène Larouche, Sébastien Poussard, Louise Lantagne, Marleen Beaulieu
- Société de production : Attraction Images
- Pays :  Canada
- Langue : Français
- Format : Couleurs - HDTV - 1,78:1 - son stéréo
- Nombre d'épisodes : 16 (1 saison)
- Durée : 22 minutes
- Date de première diffusion :  Québec : 4 octobre 2016

## Distribution
- Élisabeth Smith : Alice
- Sarah Mottet : Florence
- Camille Piché-Jetté : Rubì
- Alex Godbout : Émile
- Anne-Élisabeth Bossé : Marlène
- Éric Bernier : Robin
- Samuel Gauthier : Jimmi
- Simon Pigeon : John

## Épisodes
1. Première impression
2. Tous les garçons
3. Fais ce que doit
4. La Vie (l'avis) des autres
5. Alice au pays des sans-cell
6. Gardienne (plus ou moins) avertie
7. Alice à la conquête de Youtube
8. Florence et la zoothérapie
9. Vêtements et thé ne font pas toujours bon ménage
10. Les Décisions d'un professeur de conduite Bollywood
11. Rubì rêve d'un nouvel appartement
12. L'Amour chez les écureuils
13. Alice rencontre son empire
14. Ukulélé, amour de la mode, et nouvelle amitié
15. La Guerre des collations
16. Emplettes et flannelettes
17. Un vendredi soir avec Gaétane
18. Savoir lire les signes
19. La Fête d'Alice
20. Voguer sur l'eau